# Louise Anciaux
Louise Anciaux-Wouters (30 januari 1902 - 7 januari 1989) was een directrice in een kinderopvangtehuis in Rixensart. Tijdens de Tweede Wereldoorlog ving ze een twintigtal Joodse kinderen op.
Op 21 mei 2012 verleende het Jad Wasjem Anciaux de titel Rechtvaardige onder de Volkeren.